# Norbert Pfaffenbichler

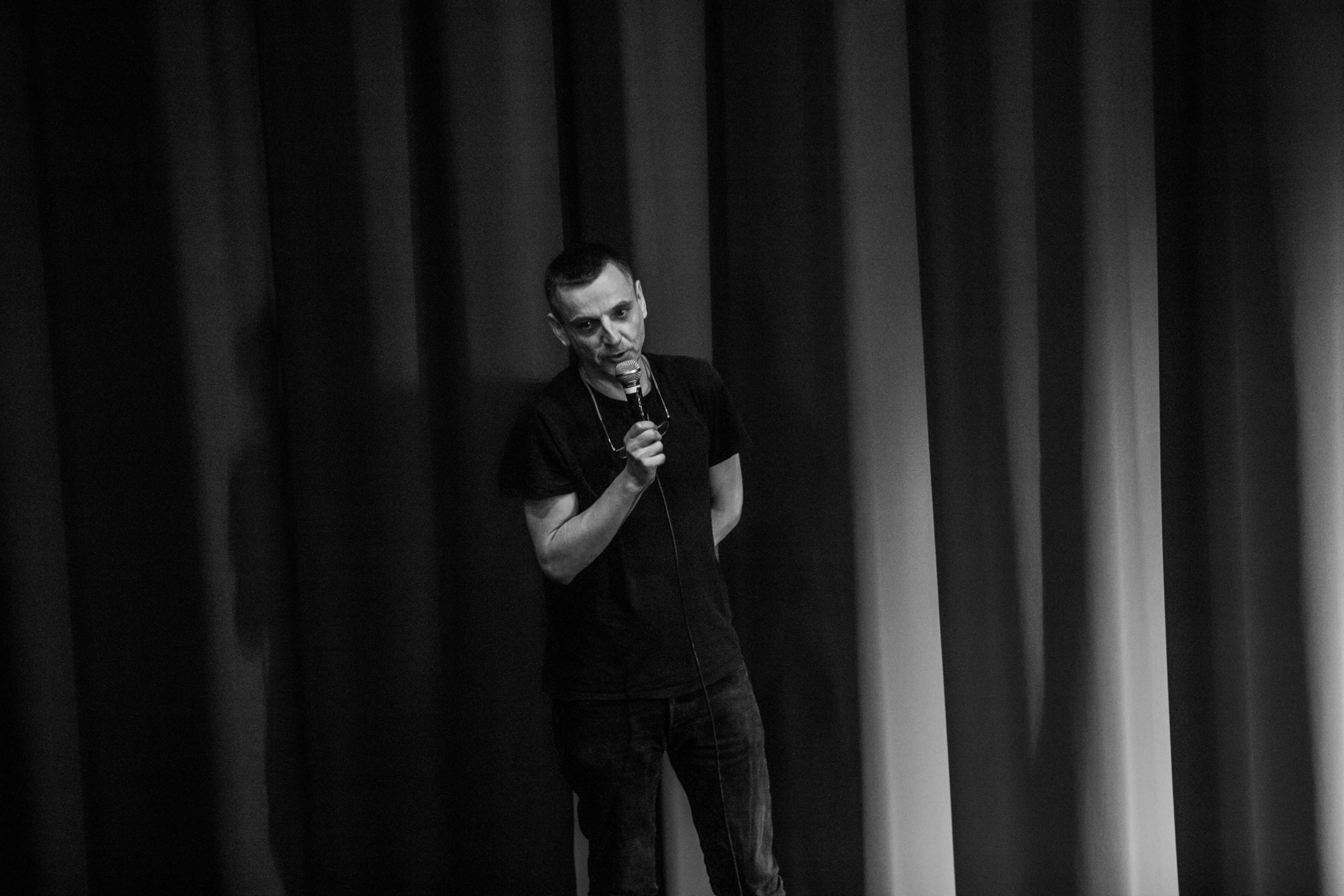
Norbert Pfaffenbichler bei Crossing Europe 2021

Norbert Pfaffenbichler (* 26. April 1967 in Steyr) ist ein österreichischer Künstler, Filmemacher und Kurator.

## Leben und Schaffen
Norbert Pfaffenbichler besuchte die Fachschule für Behindertenpädagogik und Sozialberufe des Evangelischen Diakoniewerks Gallneukirchen und arbeitete zunächst von 1989 bis 1993 als Behindertenbetreuer in Wien. Ab 1992 studierte er Theaterwissenschaft und Publizistik an der Universität Wien, bis er 1994 an der Universität für angewandte Kunst Wien aufgenommen wurde. Dort studierte er Visuelle Mediengestaltung bei Peter Weibel. Seit seinem Studienende 2001 ist er als freischaffender Künstler und Kurator in Wien tätig.
Pfaffenbichlers experimentelle Kurzfilme sind einerseits durch mathematische Abstraktion und andererseits durch eine künstlerische Auseinandersetzung mit der Frühgeschichte des Kinos gekennzeichnet. Seine Filme, bei denen er unter anderem mehrmals mit Lotte Schreiber zusammenarbeitete, werden vom österreichischen Filmverleih sixpackfilm vertrieben. Zu den wichtigsten internationalen Festivalteilnahmen zählen das Festival Internacional de Cine de Mar del Plata und die Filmfestspiele von Venedig sowie das Edinburgh IFF, das Kurzfilmfestival Hamburg, die Kurzfilmtage Oberhausen, das IFFR Rotterdam und das Tampere ISFF. In Österreich wurden Pfaffenbichlers Filme regelmäßig bei Crossing Europe, bei der Diagonale, bei Vienna Independent Shorts und bei der Viennale gezeigt. 2009 widmete Vienna Independent Shorts ihm und Lotte Schreiber ein Tribute-Programm. Pfaffenbichler produzierte außerdem Bühnenvideos, war an Performances beteiligt und nahm an zahlreichen Ausstellungen teil.
Als Kurator stellte Pfaffenbichler von 1999 bis 2001 die jährliche Reihe Austrian Abstracts für die Diagonale zusammen. 1999 gründete er das Label lanolin, das bis 2004 österreichische Experimentalfilme unter anderem von Karø Goldt, Billy Roisz und Michaela Schwentner vertrieb. Pfaffenbichler kuratierte außerdem unter anderem mehrmals Filmprogramme für den Kunstverein Medienturm Graz, das Österreichische Filmmuseum und sixpackfilm.

## Filmografie
- 1996: Wirehead (mit Timo Novotny)
- 1997: santora (mit Jürgen Moritz)
- 1998: traxdata (mit Jürgen Moritz)
- 2001: 36 (mit Lotte Schreiber)
- 2002: notes on film 01 else
- 2003: notes on MAZY
- 2006: Notes on Film 02
- 2007: MOSAIK MÉCANIQUE (Notes on Film 03)
- 2011: INTERMEZZO (Notes on Film 04)
- 2011: CONFERENCE (Notes on Film 05)
- 2012: SHORT FILM (Notes on Film 07)

## Schriften
- ABSTRACTION NOW. Künstlerhaus Wien/Camera Austria 2004.
- SILENT ALIEN GHOST MACHINE MUSEUM. Kunstverein Medienturm/Folio Verlag 2011.
- Film Unframed. Synema/Edition Filmmuseum 2012.

## Auszeichnungen
- 2020: Österreichischer Kunstpreis für Film[6]